# James Algar
Pour les articles homonymes, voir Algar (homonymie).
James Algar ou Jim Algar (né le 11 juin 1912 à Modesto, en Californie et mort le 26 février 1998  à Carmel, États-Unis) est un réalisateur, scénariste et producteur américain. Il a, entre autres, remporté trois fois l'Oscar du meilleur film documentaire en 1954, 1955 et 1959.

## Biographie
James Algar commence sa carrière aux Studios Disney en 1934 comme animateur sur Blanche-Neige et les Sept Nains (1937). Il devient directeur d'animation sur la séquence de l'Apprenti Sorcier de Fantasia (1940), poste qu'il occupera sur certaines scènes de Bambi (1942) puis Le Crapaud et le Maître d'école (1949).
Il réalisa ensuite plusieurs films de la série des True-Life Adventures et travailla ensuite sur le système Circle-Vision 360°. Il réalisa plusieurs films sous ce format.

## Filmographie

### Comme réalisateur
- 1940 : Fantasia
- 1948 : L'Île aux phoques (Seal Island)
- 1949 : Le Crapaud et le Maître d'école (The Adventures of Ichabod and Mr. Toad)
- 1950 : La Vallée des castors (Beaver Valley)
- 1951 : La Terre, cette inconnue (Nature's Half Acre)
- 1953 : Les Oiseaux aquatiques (Water Birds)
- 1953 : Le Désert vivant (The Living Desert)
- 1953 : Everglades, monde mystérieux (Prowlers of the Everglades)
- 1954 : La Grande Prairie (The Vanishing Prairie)
- 1955 : Lions d'Afrique (The African Lion)
- 1956 : Les Secrets de la vie (Secrets of Life)
- 1958 : Le Désert de l'Arctique (White Wilderness)
- 1958 : Grand Canyon
- 1960 : Islands of the Sea
- 1960 : Le Jaguar, seigneur de l'Amazone (Jungle Cat)
- 1962 : La Légende de Lobo (The Legend of Lobo)
- 1974 : Carlo, the Sierra Coyote (TV)
- 1975 : The Best of Walt Disney's True-Life Adventures
- 1999 : Fantasia 2000 (Fantasia/2000)

### Comme scénariste
- 1948 : L'Île aux phoques (Seal Island)
- 1953 :  Au pays des ours (Bear Country)
- 1953 : Le Désert vivant (The Living Desert)
- 1954 : La Grande Prairie (The Vanishing Prairie)
- 1955 : Lions d'Afrique (The African Lion)
- 1956 : Les Secrets de la vie (Secrets of Life)
- 1958 : Le Désert de l'Arctique (White Wilderness)
- 1960 : Le Jaguar, seigneur de l'Amazone (Jungle Cat)
- 1962 : La Légende de Lobo (The Legend of Lobo)
- 1963 : L'Incroyable Randonnée (The Incredible Journey)

### Comme producteur
- 1960 : Les Dix Audacieux (Ten Who Dared)
- 1962 : La Légende de Lobo (The Legend of Lobo)
- 1963 : L'Incroyable Randonnée (The Incredible Journey)
- 1967 : La Gnome-mobile
- 1969 : Un raton nommé Rascal (Rascal)
- 1971 : Project Florida
- 1972 : Cours, couguar, cours (Run, Cougar, Run)
- 1974 : Carlo, the Sierra Coyote (TV)
- 1974 : Return of the Big Cat (TV)
- 1975 : The Boy Who Talked to Badgers
- 1975 : The Best of Walt Disney's True-Life Adventures

## Récompenses et distinctions
- Oscar du meilleur film documentaire en 1954 pour Le Désert vivant
- Oscar du meilleur film documentaire en 1955 pour La Grande Prairie
- Oscar du meilleur court métrage en prises de vues réelles en 1958 pour Grand Canyon
- Oscar du meilleur film documentaire en 1959 pour Le Désert de l'Arctique